# Un sur 2
Un sur 2 est une série télévisée québécoise en cinquante épisodes de 25 minutes diffusée entre le 25 septembre 2012 et le 18 mars 2015 sur le réseau TVA.

## Fiche technique
- Scénaristes : Daniel Chiasson et Donald Bouthillette
- Réalisation : Claude Desrosiers
- Société de production : Duo Productions

## Distribution
- Claude Legault : Michel
- Céline Bonnier : Luce
- Camille Felton : Léa
- Claude Despins : Jean-François
- Marie Charlebois : Maryse
- Geneviève Laroche : Nathalie
- Paul Savoie : Raymond
- Kathleen Fortin : Micheline
- Daniel Thomas : Louis
- Mario Tessier : Walter
- Sophie Prégent : Romane
- Didier Lucien : Toussain

## Récompenses
- Prix Artis 2013-2015
- Prix Gémeaux 2013